# Waczik Jeghiazarian
Waczik Jeghiazarian (orm.Վաչիկ Եղիազարյան; ur. 1 maja 1991) – ormiański zapaśnik walczący w stylu klasycznym. Zajął dziewiętnaste miejsce na mistrzostwach świata w 2013. Zdobył brązowy medal na mistrzostwach Europy w 2013. Siódmy w Pucharze Świata w 2013; ósmy w 2012; dziewiąty w 2011 i dziesiąty w 2014 roku. Zajął siódme miejsce na Uniwersjadzie w 2013. Zawodnik Armenian State Institute of Physical Culture w Erywaniu.